# Buttenwiesen
Buttenwiesen est une commune de Bavière (Allemagne), située dans l'arrondissement de Dillingen, dans le district de Souabe.

## Personnes liées à Buttenwiesen
- Raphaël de Bauer (Buttenwiesen, 1843 - Bruxelles, 1916), banquier belge